# Teinobasis serena
Teinobasis serena är en trollsländeart. Teinobasis serena ingår i släktet Teinobasis och familjen dammflicksländor.

## Underarter
Arten delas in i följande underarter:
- T. s. humeralis
- T. s. serena